# 彭荆风
彭荆风（1929年11月22日—2018年7月24日），原名彭芝生，男，江西萍乡人，中国军旅作家。第六届全国人大代表。

## 生平
1929年生于江西萍乡。少年时代在赣州、南昌、上饶、铅山等地度过。1944年父亲失业。1946年读到初中二年级时因家贫辍学，后来当过报社校对、记者、编辑。
1949年6月在南昌参加中国人民解放军，随军进入云南边疆。历任团文化教员，昆明军区文化部创作员、宣传部副部长，成都军区政治部文艺创作室主任。中国作家协会第四届理事、云南分会副主席。1980年加入中国共产党。是第六届全国人大代表（1983年－1988年）。
2018年7月24日上午6时53分在云南昆明因病去世，享年88岁。葬于昆明市阳宗区草甸乡青龙艺术陵。

## 作品
1944年，年仅15岁的彭荆风就在江西上犹《凯报》发表文学作品散文《犹水欢歌》，从此走上文学创作之路。1956年加入中国作家协会。文学创作一级。作品多描绘云南边疆各少数民族生活风貌和人物的作品，基调昂扬。
从1952年开始，先后发表报告文学《搏斗在梅里雪山》，短篇小说《拉祜小民兵》《当芦垄吹响的时候》等。1955年出版短篇小说集《边寨亲人》。1956年与他人合作电影文学剧本《边寨棒火》《芦垄恋歌》，后又出版短篇小说集《佧佤部落的火把》。1957年在反右运动中被划为右派。1977年5月写完小说《驿路梨花》，刊载于11月27日《光明日报》第4版。后又陆续出版中篇小说《蛮帅部落的后代》及长篇小说《鹿卿草》《断肠草》等。

## 荣誉
《今夜月色好》获全国第八届优秀短篇小说奖，《红指甲》获首届金盾奖，长篇报告文学《解放大西南》获第五届鲁迅文学奖（2010年），短篇小说《驿路梨花》入选中国初中学生课本。